# Béjaïa

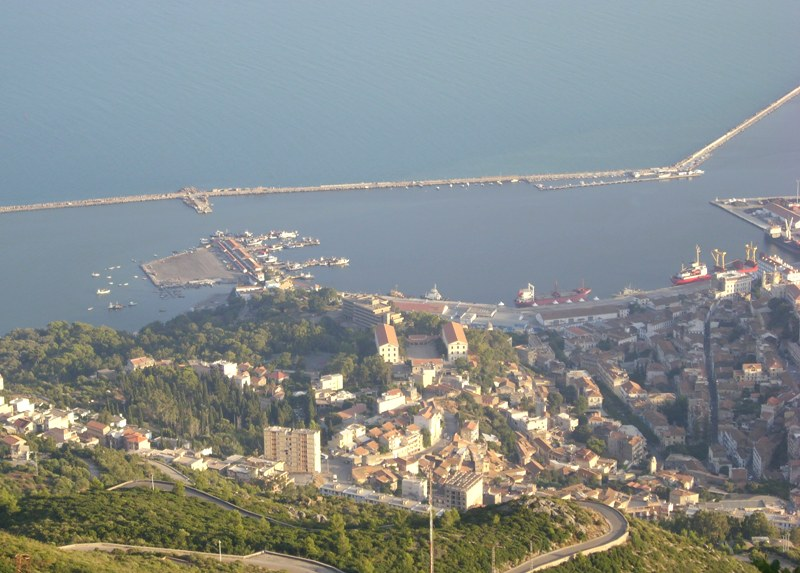
Vedere spre port.

Béjaïa (în arabă بجاية, cabilă Vgaiet)  este un oraș  în partea de nord a Algeriei. Este reședința provinciei (wilaya) Béjaïa.